# Мюйрсепп, Мартин
Ма́ртин Мю́йрсепп (эст. Martin Müürsepp, род. 26 сентября 1974 года, Таллин, Эстонская ССР, СССР) — эстонский баскетболист и тренер, игравший на позиции тяжёлого форварда. В 1996 году на драфте НБА был выбран командой «Юта Джаз» под общим 25-м номером. Выступал в НБА за команды «Майами Хит» и «Даллас Маверикс».

## Ранние годы
Мюйрсепп родился в Таллине, посещал школы № 39 и 43, а также Таллинскую гимназию искусств. Мюйрсепп первоначально интересовался футболом, но с девяти лет начал играть в баскетбол под руководством бывшего игрока Андреса Шобера, который выступал в чемпионате СССР за команду «Калев» из Таллина. В 1989 году после успешных выступлений за молодёжные команды Эстонской ССР в Финляндии, Латвии и Москве, Мартин попал на глаза Станиславу Ерёмину, который включил игрока в список юношеской сборной СССР вместе с такими игроками как Виталий Потапенко, Захар Пашутин, Робертс Штельмахерс и Дайнюс Адомайтис.

## Карьера игрока
После выступлений за «Калев» и игру в Европе, Мартин решил попробовать свои силы в сильнейшей лиге мира и заявил свою кандидатуру на драфт НБА 1996 года. На драфте был выбран под высоким 25-м пиком командой «Юта Джаз», однако практически сразу после драфта Мюйрсепп был обменян в «Майами Хит» на пик первого раунда будущего драфта (23-й пик драфта 2000 года).
В НБА всего принял участие в 83 матчах, кроме «Майами» также выступал за «Даллас Маверикс», в среднем набирая 4,7 очка, совершая 2,2 подбора за 11,5 минут на площадке. Наилучшее достижение в карьере - 24 очка и 14 подборов за 37 минут на площадке. До сих пор Мюйрсепп является единственным эстонским баскетболистом, который выступал в НБА.
После НБА три года провёл в чемпионате Греции, где выступал за «Арис» и «АЕК». С «АЕКом» в 2000 году выиграл Кубок Сапорта, а также два кубка Греции: 2000 и 2001 годов.
В 2001-02 и 2003-04 годах становился серебряным призёром чемпионата России в составе казанского «УНИКСа», а также в 2002–03 в составе пермского «Урал-Грейта». В 2003–04 с «УНИКСом» выиграл недавно созданное соревнование Кубок вызова ФИБА, а также стал первым MVP Финала четырёх. В составе московских «армейцев» в 2004–05 выиграл Российскую Национальную Лигу, а в следующем сезоне вновь вернулся в «УНИКС».
В сезоне 2006–07 вернулся в Эстонию, где выступал за «Тарту Рок», в августе 2007 года перешёл в команду «Мельбурн Тайгерс», представляющую чемпионат Австралии. Из-за травмы пропустил середину сезона и вернулся в Эстонию. В феврале 2008 года подписал контракт со своей первой командой, «Калевом». В команде числился почти год, однако в официальных матчах участия не принимал. В марте 2010 года Мюйрсепп перешёл в команду чемпионата Эстонии «Тарвас». Помог команде выиграть «серебро» чемпионата, а по итогам сезона объявил о завершении карьеры игрока.

## Карьера тренера
После завершения игровой карьеры сосредоточился на тренерской работе. В августе 2010 года Мюйрсепп стал помощником тренера БК «Калев». В чемпионате Эстонии с «Калевом» трижды подряд становился чемпионом. Летом 2013 года согласовал условия контракта на должность помощника главного тренера сборной Беларуси Руслана Бойдакова, которая готовилась к квалификационным матчам Евробаскета 2015. В январе 2018 года стал помощником тренера клуба «Калев/ТЛУ» Герта Кулламяэ, в январе 2019 года сам возглавил команду.

## В сборной
В 1991 году Мюйрсепп дебютировал в составе молодёжной сборной СССР на чемпионате Европы среди молодёжных команд (до 16 лет). Также включался в молодёжную команду Эстонии до 22 лет. В 1995-2005 и 2007 годах выступал за сборную Эстонии. Наибольшее количество очков (41) набрал в матче против сборной Исландии осенью 1998 года в квалификационном раунде к Евробаскету 1999. Мюйрсепп выступал за сборную Эстонии на Евробаскете 2001 года.

## Достижения

### Клубные
- 1995–96 — чемпион Эстонии («Калев»)
- 1999–00 — обладатель Кубка Сапорта (АЕК)
- 1999–00 — обладатель Кубка Греции (АЕК)
- 2000–01 — обладатель Кубка Греции (АЕК)
- 2003–04 — обладатель Кубка вызова ФИБА (УНИКС)
- 2004–05 — чемпион России (ЦСКА)
- 2004–05 — обладатель Кубка России (ЦСКА)
- 2006–07 — чемпион Эстонии («Тарту Рок»)
- 2008–09 — обладатель Кубка Эстонии по баскетболу («Калев»)

### Индивидуальные
- Игрок года чемпионата Эстонии (7) : 1996, 2000–2005
- MVP плей-офф чемпионата России: 2002–03 («Урал-Грейт»)
- MVP Финала четырёх Кубка вызова ФИБА : 2003–04 (УНИКС)

## Статистика

### Статистика в НБА
| Сезон                                                                                    | Команда | Регулярный сезон | Регулярный сезон | Регулярный сезон | Регулярный сезон | Регулярный сезон | Регулярный сезон | Регулярный сезон | Регулярный сезон | Регулярный сезон | Регулярный сезон | Регулярный сезон | Серия плей-офф | Серия плей-офф | Серия плей-офф | Серия плей-офф | Серия плей-офф | Серия плей-офф | Серия плей-офф | Серия плей-офф | Серия плей-офф | Серия плей-офф | Серия плей-офф |
| Сезон                                                                                    | Команда | GP               | GS               | MPG              | FG%              | 3P%              | FT%              | RPG              | APG              | SPG              | BPG              | PPG              | GP             | GS             | MPG            | FG%            | 3P%            | FT%            | RPG            | APG            | SPG            | BPG            | PPG            |
| ---------------------------------------------------------------------------------------- | ------- | ---------------- | ---------------- | ---------------- | ---------------- | ---------------- | ---------------- | ---------------- | ---------------- | ---------------- | ---------------- | ---------------- | -------------- | -------------- | -------------- | -------------- | -------------- | -------------- | -------------- | -------------- | -------------- | -------------- | -------------- |
| 1996/97                                                                                  | Майами  | 10               | 0                | 2,7              | 35,7             | 25,0             | 42,9             | 0,5              | 0,3              | 0,0              | 0,1              | 1,7              | Не участвовал  | Не участвовал  | Не участвовал  | Не участвовал  | Не участвовал  | Не участвовал  | Не участвовал  | Не участвовал  | Не участвовал  | Не участвовал  | Не участвовал  |
| 1996/97                                                                                  | Даллас  | 32               | 0                | 10,0             | 41,9             | 15,0             | 67,9             | 1,9              | 0,5              | 0,4              | 0,3              | 4,3              | Не участвовал  | Не участвовал  | Не участвовал  | Не участвовал  | Не участвовал  | Не участвовал  | Не участвовал  | Не участвовал  | Не участвовал  | Не участвовал  | Не участвовал  |
| 1997/98                                                                                  | Даллас  | 41               | 7                | 14,6             | 43,5             | 42,1             | 76,1             | 2,8              | 0,7              | 0,7              | 0,3              | 5,7              | Не участвовал  | Не участвовал  | Не участвовал  | Не участвовал  | Не участвовал  | Не участвовал  | Не участвовал  | Не участвовал  | Не участвовал  | Не участвовал  | Не участвовал  |
|                                                                                          | Всего   | 83               | 7                | 11,4             | 42,5             | 32,3             | 69,3             | 2,2              | 0,6              | 0,5              | 0,3              | 4,7              | Не участвовал  | Не участвовал  | Не участвовал  | Не участвовал  | Не участвовал  | Не участвовал  | Не участвовал  | Не участвовал  | Не участвовал  | Не участвовал  | Не участвовал  |
| Наведите курсор мыши на аббревиатуры в заголовке таблицы, чтобы прочесть их расшифровку. |         |                  |                  |                  |                  |                  |                  |                  |                  |                  |                  |                  |                |                |                |                |                |                |                |                |                |                |                |

### Статистика в других лигах
| Сезон | Команда        | Лига           | GP | GS | MPG  | FG%  | 3P%  | FT%   | RPG | APG | SPG | BPG | PFL | TOV | PPG |
| --- | -------------- | -------------- | -- | -- | ---- | ---- | ---- | ----- | --- | --- | --- | --- | --- | --- | --- |
| 2000/01 | АЕК            | Евролига       | 17 | 14 | 21,5 | 42,3 | 23,5 | 49,0  | 4,9 | 0,7 | 0,9 | 0,2 | 3,7 | 1,5 | 8,6 |
| 2002/03 | Урал-Грейт     | Кубок Европы   | 6  | 4  | 22,0 | 44,7 | 35,3 | 100,0 | 5,0 | 0,7 | 1,2 | 0,0 | 4,8 | 1,8 | 9,3 |
| 2004/05 | ЦСКА           | Евролига       | 24 | 6  | 17,5 | 52,8 | 46,2 | 64,5  | 3,3 | 0,9 | 0,7 | 0,2 | 2,8 | 1,3 | 8,0 |
| 2005/06 | УНИКС          | Кубок Европы   | 12 | 9  | 20,3 | 50,0 | 18,8 | 60,5  | 3,2 | 1,1 | 1,1 | 0,2 | 3,1 | 1,9 | 8,2 |
| Всего | Всего          | Всего          | 59 | 33 | 19,7 | 47,6 | 31,7 | 60,4  | 3,9 | 0,8 | 0,9 | 0,2 | 3,3 | 1,5 | 8,4 |
| В Евролиге | В Евролиге     | В Евролиге     | 41 | 20 | 19,1 | 47,5 | 33,3 | 57,5  | 4,0 | 0,8 | 0,8 | 0,2 | 3,1 | 1,4 | 8,3 |
| В Кубке Европы | В Кубке Европы | В Кубке Европы | 18 | 13 | 20,8 | 47,9 | 27,3 | 67,4  | 3,8 | 0,9 | 1,1 | 0,1 | 3,7 | 1,9 | 8,6 |
| Наведите курсор мыши на аббревиатуры в заголовке таблицы, чтобы прочесть их расшифровку Статистика приведена с сайта basketball.realgm.com |                |                |    |    |      |      |      |       |     |     |     |     |     |     |     |